# Bir Moghreïn
 (décembre 2023).
Si vous disposez d'ouvrages ou d'articles de référence ou si vous connaissez des sites web de qualité traitant du thème abordé ici, merci de compléter l'article en donnant les références utiles à sa vérifiabilité et en les liant à la section « Notes et références ».
Bir Moghreïn (en arabe : بير مغرين) est une commune située à la pointe nord de la Mauritanie (anciennement Fort-Trinquet) qui constitue également le département de Bir Moghreïn de la région de Tiris Zemmour.  

## Géographie
La région est quasi-désertique et la population est représentée par quelques centaines de personnes qui vivent dans des conditions climatiques variables.

## Histoire
Bir Moghreïn est un poste frontière avec le Sahara occidental. Son pendant, durant l'époque espagnole du Río de Oro est le poste de Guelta Zemmour. En raison de conflits historiques dans la région du Sahara occidental, il y avait une présence importante de mines terrestres sur le territoire de la commune, à la fin de la guerre elles ont toutes été déminées et enlevées par les autoritées locales.  